# International handel med primater
Den internationale handel med primater betyder af omkring 32.000 indfangede vilde primater blev solgt på internationalt plan hvert år. De bliver solgt som mad, til brug i dyreforsøg, til udstilling i zoologiske haver og cirkusser og til privat brug som kæledyr.
USA importerer omkring en tredjedel af alle primater solgt internationalt, Storbritannien følger som nummer to. Japan, Rusland, Holland, Frankrig og Taiwan rangerer også blandt de mest importerende lande. Primaterne eksporteres fra Indonesien, Malaysia, Kenya, Thailand, Filippinerne, Mauritius og Kina, hvor de lever frit i naturen.
Dyrene fanges af lokale landsbyboere og bønder, som sætter fælder med net eller kasser. Hele familier kan blive fanget i nettene, hvorefter uønskede dyr dræbes og sælges som mad. Dem som overlever tages til lagere i kasser, nogle gange uden mad eller vand. Lagrene er overbefolkede og beskidte; primaterne er muligvis ikke i stand til at stå op i kasserne, og mange dør. Andre sorteres fra fordi de er syge, for tynde eller for gamle. Hunner og unger er de mest eftertragtede. Ifølge en undersøgelse fra 1992 foretaget af British Union for the Abolition of Vivisection, bliver op til 75% af primaterne dræbt på lageret.